# Roland Counard
Roland Counard, né le 10 juin 1951 à Herstal, est un poète belge d'expression francophone. 
Poète de la fragilité, méticuleux et rare, plasticien, Roland Counard contribue néanmoins à de nombreuses revues de poésie, parmi lesquelles Filigranes, Casse, Verso, Courant d'Ombres, RegArt, Les Elytres du Hanneton, l'Arbre à Plume, l'Arbre à paroles, Traversées, Décharge, Rimbaud Revue... 
En 1975, il anime la revue Varech parue à l'atelier « La Soif Etanche » de Herstal, en compagnie de Daniel Simon et Jean-Marie Mathoul. Dans les années 1990, il est également chroniqueur pour la Revue des revues, L’Arbre à paroles, puis pour Langues vives ainsi que pour la revue Pages insulaires.

## Œuvre
- Entre quatre yeux, éd. La Soif étanche, 1975
- Le gratte Silence, éd. La Soif étanche, 1976
- Les eaux de l'ordinaire, éd. Fond de la ville, 1979
- Brouillards, buvards, bavards, éd. L'Arbre à Paroles, Amay, 1996
- Le laitier de Noël, récit, in  revue Courant d'ombres, 1996
- Les pleureuses d’encre, éd. La Centaine, 1997
- Soirée mondaine, ill. de TRUUS, éd. Tétras Lyre, 1998
- De confession indéterminée, CLAPAS, 1999
- Poèmes d’un lourd voisinage, éd. L'Arbre à Paroles, Amay, 2000
- Amputations, ill. de Lise Olyff, éd. Tétras Lyre, 2001
- Le chas de l'aiguille, roman, éd. Le Fram, 2005  (ISBN 2-930330-21-X)
- Tam Tam, chez l'auteur, 2007. Recueil illustré comprenant aussi des textes et des dessins de Pierre Husson.
- Gens qui pleurent, toi qui ris, Bleu d'Encre, 2011. Illustrations de Pierre Husson.
- Le laitier de Noël, Le pont du change, 2012